# Gmina Bestwina
Die Gmina Bestwina ist eine Landgemeinde im Powiat Bielski der Woiwodschaft Schlesien in Polen. Ihr Sitz ist das gleichnamige Dorf (deutsch Bestwin) mit etwa 5000 Einwohnern.
Die Gemeinde gehört zur Euroregion Beskiden.

## Geographie

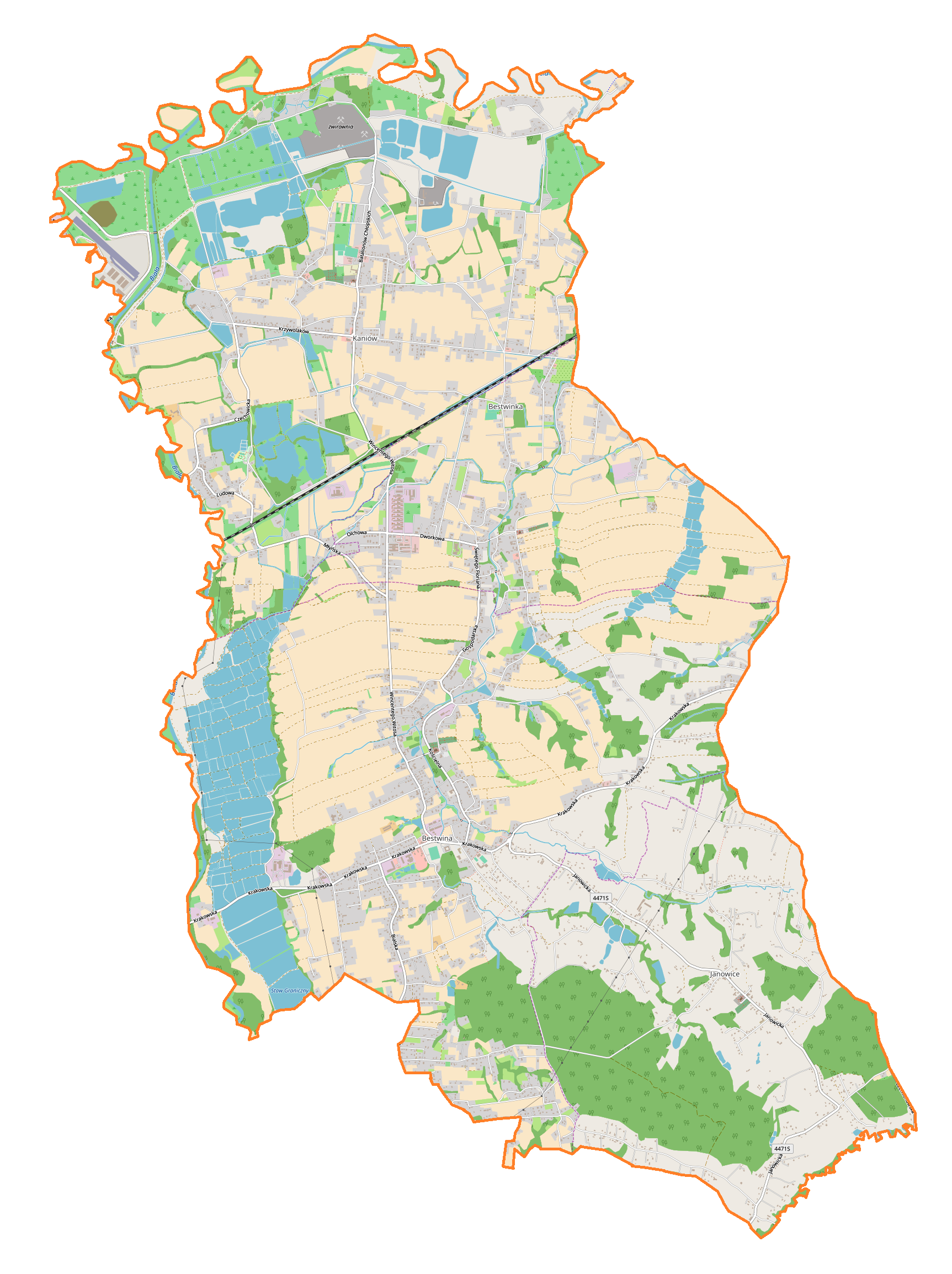
Karte der Gemeinde

Die Gemeinde liegt im Südosten der Woiwodschaft. Im Nordosten ist die Grenze zur Woiwodschaft Kleinpolen nur 300 Meter entfernt. Nachbargemeinden sind Pszczyna im Nordwesten, Miedźna im Norden, Wilamowice im Osten, die Kreisstadt Bielsko-Biała (Bielitz-Biala) im Süden und Czechowice-Dziedzice im Westen. Katowice (Kattowitz) liegt etwa 40 Kilometer nördlich und Oświęcim (Auschwitz) 15 Kilometer nordöstlich.
Die Landschaft gehört zum südöstlichen Teil des Auschwitzer Beckens (Kotlina Oświęcimska). Die Weichsel fließt im Norden, die Biała im Westen entlang der Gemeindegrenze. Auf Gemeindegebiet befindet sich eine große Zahl von Teichen.

## Geschichte
Die Landgemeinde wurde 1934 gebildet. Sie wurde von 1954 bis 1972 in drei Gromadas aufgelöst und kam 1951 vom Powiat Bialski der Woiwodschaft Krakau zum Powiat Bielski der Woiwodschaft Katowice (1953–1956 Woiwodschaft Stalinogrodzkie). Von 1975 bis 1998 wurde der Powiat aufgelöst und die Woiwodschaft im Zuschnitt verkleinert.
Die 1973 wieder gebildete Landgemeinde wurde von 1977 bis 1982 in die Gmina Czechowice-Dziedzice eingemeindet. Im Januar 1999 kam sie wieder zum Powiat Bielski und zur Woiwodschaft Schlesien.

## Gliederung
Die Landgemeinde (gmina wiejska) Bestwina besteht aus vier Dörfern mit einem Schulzenamt (solectwo):
| Schulzenamt (dt. Namen) | Fläche (Hektar) | Einwohner (2019) | Bevölkerungs- dichte (Einw./km²) | Lage |
| ----------------------- | --------------- | ---------------- | -------------------------------- | ---- |
| Bestwina (Bestwin)      | 1354            | 4994             | 369                              |      |
| Bestwinka (Bestwinka)   | 455             | 1702             | 374                              |      |
| Janowice (Janowitz)     | 709             | 1869             | 264                              |      |
| Kaniów (Kaniau)         | 1251            | 3435             | 275                              |      |
| Gmina (Summen)          | 3769            | 12.000           | 318                              |      |

## Politik

### Gemeindevorsteher
An der Spitze der Verwaltung steht der Gemeindevorsteher. Bisher war dies Artur Beniowski, der 2024 nicht mehr antrat. Die turnusmäßige Wahl im April 2024 brachte folgendes Ergebnis:
- Grzegorz Boboń (Wahlkomitee „Gemeinschaft und Fortschritt“) 56,2 % der Stimmen
- Andrzej Woityła (Wahlkomitee „Vereinigung zur Entwicklung der Gemeinde“) 43,8 % der Stimmen

Damit wurde das PSL-Mitglied Grzegorz Boboń bereits im ersten Wahlgang zum neuen Gemeindevorsteher gewählt.
Bei der turnusmäßigen Wahl im Oktober 2018 trat lediglich Amtsinhaber Artur Beniowski an und wurde mit 81,3 % der Stimmen wiedergewählt.

### Gemeinderat
Der Gemeinderat von Bestwina besteht aus 15 Mitgliedern, die in Einpersonenwahlkreisen gewählt werden. Die Wahl 2024 führte zu folgendem Ergebnis:
- Wahlkomitee „Gemeinschaft und Fortschritt“ 47,8 % der Stimmen, 11 Sitze
- Wahlkomitee „Vereinigung zur Entwicklung der Gemeinde“ 38,6 % der Stimmen, 3 Sitze
- Wahlkomitee der Vereinigung „Neue Initiative“ 10,5 % der Stimmen, 1 Sitz
- Übrige 3,1 % der Stimmen, kein Sitz

Die Wahl 2018 führte zu folgendem Ergebnis:
- Wahlkomitee „Gemeinschaft und Fortschritt“  69,0 % der Stimmen, 15 Sitze
- Prawo i Sprawiedliwość (PiS) 18,5 % der Stimmen, kein Sitz
- Wahlkomitee „Nationale Gemeinschaft“ 7,2 % der Stimmen, kein Sitz
- Wahlkomitee „Vereinigung zur Entwicklung der Gemeinde“ 5,0 % der Stimmen, kein Sitz

## Wirtschaft und Verkehr
Im Norden der Gemeinde wird Steinkohle abgebaut.
Die Bahnstation Kaniów besteht an der Bahnstrecke Trzebinia–Zebrzydowice. Der nächste internationale Flughafen ist Katowice. – Auf Gemeindegebiet verlaufen keine Landes- und Woiwodschaftsstraßen.